# 黎川孔庙
黎川孔庙是一处古建筑，位于江西省抚州市黎川县日峰镇。2018年3月9号，公布为第六批江西省文物保护单位，编号6-3-051。